# Jean-Baptiste Nini
Pour les articles homonymes, voir Nini (homonymie).
Giovanni Battista Nini, dit Jean-Baptiste Nini, né à Urbino en mars 1717 et mort le 2 mai 1786 à Chaumont-sur-Loire, est un sculpteur et médailleur italien.

## Biographie
Son père, peintre modeste, lui apprend les rudiments de la gravure. Nini commence à exercer cet art à Bologne tout en se formant à la sculpture à l'académie Clémentine de Bologne au début des années 1730. Il obtient un second prix de sculpture au concours du prix Marsili de 1735. Après 1740 il se rend à Madrid où il se marie et pratique la gravure décorative sur cristal. Il est arrêté en 1755 pour accusation de vol, puis d’hérésie, et reste emprisonné pendant deux ans. Il s'installe à Paris où il commence à produire avec succès ses portraits en médaillon de terre-cuite. En 1772, il s'installe à Chaumont-sur-Loire où il prend la direction de la manufacture de cristaux et de céramique utilitaire créée par Jacques-Donatien Le Ray de Chaumont. Il y travaille et continue parallèlement son œuvre de sculpteur de portrait sur médaillon jusqu'à son décès en 1786.

## L'œuvre
Il réalise plus de cent dix portraits en médaillon de terre-cuite qui immortalisent des personnalités contemporaines. Dans la tradition d’artistes comme Edmé Bouchardon ou Jean-Antoine Houdon, ainsi que de la numismatique, Nini représente ses modèles en buste de profil.
Il sculpte notamment les portraits en médaillon de son mécène Jacques-Donatien Le Ray de Chaumont, de Louis XV, de Catherine II de Russie, de Voltaire, du comte de Caylus ou de Benjamin Franklin. Mais nombre de ses portraits fixent les traits de membres de la petite aristocratie, du clergé ou de la bourgeoisie de son entourage.
Nini est réputé pour sa virtuosité et la finesse de son exécution. Il procède par estampage. Il modèle d'abord une maquette probablement en cire dont il tire un moule en creux (qui peut être en terre-porcelaine, en soufre ou en plâtre) suivi par une bosse en plâtre, qui génère un moule en creux en terre-cuite servant à tirer l’épreuve finale en terre-cuite. Chaque étape est retouchée par l‘artiste. Il utilise une barbotine très raffinée pour obtenir un maximum de précision dans les détails au tirage de l‘épreuve finale.

## Galerie

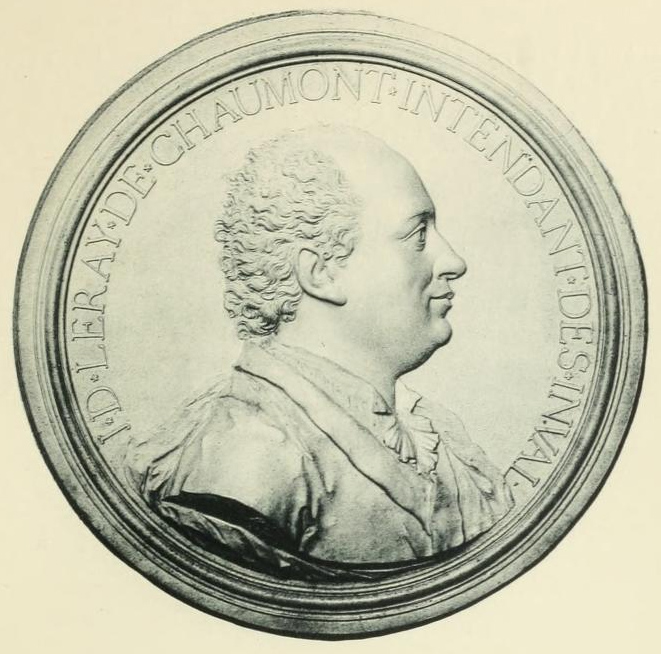
Portrait de Jacques-Donatien Le Ray de Chaumont (1771), terre-cuite, château de Chaumont-sur-Loire.
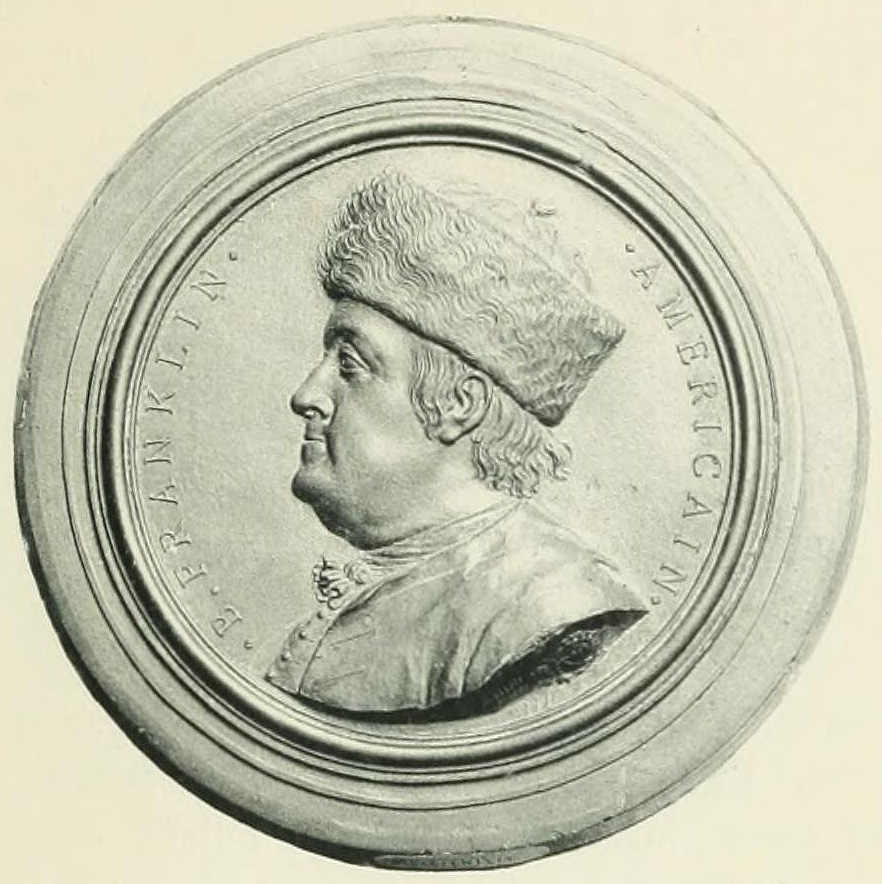
Portrait de Benjamin Franklin en bonnet de fourrure (1777), terre-cuite, château de Chaumont-sur-Loire.

## Œuvres dans les collections publiques
Aux États-Unis
- New York, Metropolitan Museum of Art.

En France
- Angers, musée des beaux-arts.
- Blois, musée des beaux-arts.
- Chaumont-sur-Loire, château de Chaumont-sur-Loire.
- Écouen, musée national de la Renaissance.
- Gray (Haute-Saône), musée Baron-Martin : 
  - Louis XV Ludovicus Rex Christianissimus 1770, médaillon terre cuite, diam. 12 cm ;
  - L'Abbé de Bernis, protégé de Mme de Pompadour, médaillon terre cuite, diam. 15 cm ;
  - Benjamin Franklin américain, médaillon bronze, 1777, diam. 10cm.
- La Rochelle, musée du Nouveau Monde :
  - Portrait de Benjamin Franklin[4], médaillon en terre cuite, 1777, diam 12 cm.
- Nevers, musée municipal Frédéric Blandin.
- Orléans, musée des beaux-arts.
- Paris :
  - Bibliothèque nationale de France, département des monnaies, médailles et antiques.
  - musée Carnavalet.
  - musée du Louvre.
- Reims, musée des beaux-arts.
- Sèvres, musée national de Céramique.
- Vizille, musée de la Révolution française.

En Belgique
- Université libre de Bruxelles - Archives, patrimoine, réserve précieuse - Benjamin Franklin, 1777, bas-relief en terre cuite